# ديفيد الكسندر براون
ديفيد الكسندر براون (بالإنجليزية: David Alexander Brown)‏ هو جيولوجي أسترالي، ولد في 1916، وتوفي في 2009.